# Obús (banda)
Obús es un grupo español de heavy metal creado en Madrid a principios de la década de 1980. Destacaron por arriesgarse en montar un espectáculo para los conciertos en directo intentando llegar al nivel de las grandes estrellas del heavy metal internacional. 
Su objetivo era escribir letras que reflejaran una actitud y un sentimiento con los que su público pudiera identificarse, creando así una conexión entre la banda y sus seguidores. Como ellos mismos señalaron en una entrevista, «todas las canciones de OBÚS, unas más y otras menos, nos aportan y nos dicen algo».
Lejos de renegar de su propio estilo, siempre reivindicaron su condición de grupo de heavy metal. Incluso a este estilo dedicaron una canción de su primer álbum, titulada Dosis de Heavy Metal.
Para su treinta aniversario realizaron una gira por España, llegando a superar el millón de discos vendidos durante su carrera.

## Historia
En los primeros meses de 1980 dos jóvenes madrileños, Juan Luis Serrano y Francisco Laguna, bajista y guitarrista, que ya coincidieron en otras formaciones como Red Box y Madrid 20, deciden formar Obús. En 1981 ganaron el Festival de Rock Villa de Madrid y telonearon a Barón Rojo. Al poco tiempo grabaron Prepárate, producido por el fallecido Tino Casal. Este álbum los lanzó al estrellato, ya que la canción que da nombre al disco llegó a ser número 1 en la emisora de radio Los 40 Principales. El 6 de noviembre de 1981, el grupo presentó el disco en un concierto que tuvo lugar en el pabellón deportivo del Real Madrid, en el paseo de la Castellana.
En 1982 publicaron Poderoso como el trueno (producido también por Tino Casal) y en 1984 salió al mercado El que más, el álbum que supuso su consagración absoluta y que marcó su punto más alto de ventas. Este álbum fue grabado con Mark Dodson como ingeniero de sonido (productor de Judas Priest) con temas de la categoría de El que más, Autopista, La raya, FM, Alguien y Viviré. Obús luchó por la preeminencia en la vanguardia del heavy metal español, dando grandes actuaciones en los diferentes festivales en los que participaba -históricos, por ejemplo, los conciertos de junio de 1985 en La Casa de Campo, en la Fiesta del Partido Comunista de España, con más de veinte mil asistentes- y viviendo y haciendo vivir los que en opinión del público y la crítica de la época fueron unos de los momentos más gloriosos de la historia musical española.[cita requerida]
El disco oficial en directo, grabado en el Pabellón de Deportes de Madrid el 21 de febrero de 1987, es visto como su último gran momento de gloria. Siguió un periodo de altibajos que se considera dura hasta su último disco de estudio, Otra vez en la ruta. Considerado un álbum digno y muy válido pero que no logró hacer reverdecer laureles de otras épocas. A pesar de ello, en 1991 hicieron una gran gira por toda España junto a Barón Rojo, en la que celebraron más de 80 concierto bajo el nombre de "Gigantes del Rock". El grupo finalmente decidió dejar la actividad temporalmente. 
Durante el tiempo que Obús estuvo separado, Fortu montó una banda llamada Saratoga, con veteranos del mundo del rock que venían de Barón Rojo, Muro y Santa entre otros. Parte del público pensó que una banda con gente procedente de bandas con tanto éxito harían la convivencia entre sus miembros difícil. Sin embargo, nunca se reveló ningún tipo de comentarios que hiciese pensar que la convivencia y colaboración entre los miembros no fuese otra cosa que ejemplar. El primer disco que grabaron, Saratoga, con nombre homónimo, tuvo una gran aceptación y consiguieron llenar en concierto la sala Aqualung de Madrid. Pero fue justo tras terminar de grabar el segundo disco, Tributo, cuando Fortu decide abandonar el grupo. Juan Luis y Fernando, mientras tanto, tenían un proyecto propio, una banda de rock llamada Venganza, sin mucha repercusión en el panorama musical. Paco, por otro lado, intentaba convencer a sus antiguos compañeros para reunir la banda. Justo una semana después de que dimitiera Fortu como cantante de Saratoga, Venganza se separan y Obús vuelven a formarse. 
Tras las aventuras de Fortu en Saratoga y de Juan Luis y Fernando con Venganza, en 1996 Obús regresaron oficialmente a la actividad en directo. En principio, su vuelta tendría lugar para celebrar un festival en el que también participarían junto con Panzer y Judas Priest. Finalmente el festival nunca se llevó a cabo, aun así decidieron salir de nuevo de gira. En un momento en el que tras unos difíciles años en los que el heavy metal pareció condenado al más cruel de los ostracismos, cuando muchos chicos de las nuevas generaciones empezaban de nuevo a apoyar el heavy metal de siempre, Obús se encontró con un público entregado. El éxito de la gira les hizo plantearse la grabación de un nuevo álbum. Así en el año 2000 llegó el disco titulado "Desde el fondo del abismo".
En 2004 durante la gira del siguiente disco en estudio de la banda "Segundos fuera", Juan Luis deja el grupo, afrontan algún concierto con Peter Oteo e inmediatamente deciden incluir a Nacho GG-R como bajista de la banda pasando a ser el único componente nuevo. En 2008 Fernando causa baja por enfermedad y le sustituye Carlos Mirat. En 2009 durante una gira por Hispanoamérica, Nacho GG-R deja la banda para ser sustituido durante un par de años por Pepe Bao (bajista de O'funk'illo), al que le siguieron Fernando Montesinos y Luisma Hernández

## Discografía

### Álbumes de estudio
- Prepárate (1981).
- Poderoso como el trueno (1982).
- El que más (1984).
- Pega con fuerza (1985).
- Dejarse la piel (1986).
- Otra vez en la ruta (1990).
- Desde el fondo del abismo (2000).
- Segundos fuera (2003).
- ¡Cállate! (2010).
- ¡Con un par! (2019).

### Álbumes en vivo
- En directo 21-2-1987 (1987).
- De Madrid al Infierno (directo, 2012).

### Recopilatorios
- Cuando estalla la descarga (recopilatorio, 2001).
- Vamos muy bien (30 grandes impactos) (recopilatorio, 2006).
- Sirena de metal (recopilatorio de Demos & Directos, 2014)
- Siente el rock and roll (4 canciones nuevas y actualización de grandes temas, 2015).

## Componentes
- De 1980 a 1981
  - Juan Luis Serrano: bajo eléctrico y cantante.
  - Paco Laguna: guitarra eléctrica y cantante.
  - Manolo Caño: batería.
- De 1981 a 1991 y 1996 a 2004
  - Fructuoso "Fortu" Sánchez: cantante.
  - Juan Luis Serrano: bajo eléctrico y coro.
  - Paco Laguna: guitarra eléctrica y coro.
  - Fernando Sánchez: batería y coro.
- De 2004 a 2010
  - Fructuoso "Fortu" Sánchez: cantante.
  - Peter Oteo 2004 - Nacho GG-R 2004/2008 - Pepe Bao: bajo eléctrico y coro.
  - Paco Laguna: guitarra eléctrica y coro.
  - Fernando Sánchez - Carlos Mirat: batería y coro.
- Desde 2010 a 2018
  - Fructuoso "Fortu" Sánchez: cantante.
  - Paco Laguna: guitarra eléctrica y coro.
  - Fernando Montesinos: bajo eléctrico y coro.
  - Carlos Mirat: batería y coro.
- Desde 2018 hasta la actualidad
  - Fructuoso "Fortu" Sánchez: cantante.
  - Paco Laguna: guitarra eléctrica y coro.
  - Luisma Hernández: bajo eléctrico y coro.
  - Carlos Mirat: batería y coro.